# Episodi de I viaggiatori delle tenebre (sesta stagione)
La sesta stagione della serie televisiva I viaggiatori delle tenebre è stata trasmessa in anteprima negli Stati Uniti d'America da USA Network tra il 21 settembre 1990 e il 22 febbraio 1991.
| nº | Titolo originale       | Titolo italiano | Prima TV USA      | Prima TV Italia |
| -- | ---------------------- | --------------- | ----------------- | --------------- |
| 1  | Fading Away            |                 | 21 settembre 1990 |                 |
| 2  | Tough Guys Don't Whine |                 | 28 settembre 1990 |                 |
| 3  | Riding the Nightmare   |                 | 5 ottobre 1990    |                 |
| 4  | Strate Shooter         |                 | 12 ottobre 1990   |                 |
| 5  | Hard Rhyme             |                 | 19 ottobre 1990   |                 |
| 6  | Toxic Shock            |                 | 26 ottobre 1990   |                 |
| 7  | New Dawn               |                 | 2 novembre 1990   |                 |
| 8  | A Function of Control  |                 | 9 novembre 1990   |                 |
| 9  | Trust Me               |                 | 16 novembre 1990  |                 |
| 10 | Windows                |                 | 23 novembre 1990  |                 |
| 11 | Working Girl           |                 | 30 novembre 1990  |                 |
| 12 | White Slaves           |                 | 7 dicembre 1990   |                 |
| 13 | Tourist Trap           |                 | 14 dicembre 1990  |                 |
| 14 | Homecoming             |                 | 11 gennaio 1991   |                 |
| 15 | Living a Lie           |                 | 18 gennaio 1991   |                 |
| 16 | Made in Paris          |                 | 25 gennaio 1991   |                 |
| 17 | A Whole New You        |                 | 1º febbraio 1991  |                 |
| 18 | Offspring              |                 | 8 febbraio 1991   |                 |
| 19 | Secrets                |                 | 15 febbraio 1991  |                 |
| 20 | New Blood              |                 | 22 febbraio 1991  |                 |